# Attentats de Tripoli du 23 août 2013
Les attentats de Tripoli du 23 août 2013 sont commis lors du conflit libanais de 2011-2017.

## Déroulement
L'attentat survient à Tripoli, au Liban, dans un contexte de violences liées à la guerre civile syrienne. Il est commis au moyen de deux véhicules piégés qui explosent à deux minutes d'intervalle, le premier dans le centre-ville près du domicile du présidents du Conseil des ministres libanais Najib Mikati, alors absent, et le second non loin du port. Les deux déflagrations se produisent à proximité de mosquées sunnites, après la prière du vendredi. Une des attaques aurait visé l'imam salafiste Salim al-Rafihi, soupçonné de financer la rébellion syrienne.

## Bilan humain
Les attentats font au moins 45 morts selon des sources médicales et des services de sécurité libanais. Le bilan passe à 47 morts le lendemain. Le ministre de la santé fait également état de 352 blessés, et la Croix-Rouge de 500.
Il s'agit alors de l'attentat le plus meurtrier dans le pays depuis la fin de la guerre du Liban.

## Revendication
L'attentat n'est pas revendiqué. La Coalition nationale des forces de l'opposition et de la révolution (CNFOR) accuse le régime syrien de Bachar el-Assad.
Fin octobre, les autorités libanaises convoquent Ali Eid, leader des Alaouites libanais et secrétaire général du Parti arabe démocratique (PAD), pro-régime syrien, soupçonné d'avoir facilité la fuite en Syrie du principal suspect des explosions.

## Réactions
Les attentats sont condamnés par le président français François Hollande.
Dans les mois qui suivent, les attentats provoquent également des attaques et des actes de vengeances de la part des radicaux sunnites contre les alaouites.